# Carlota de La Trémoille

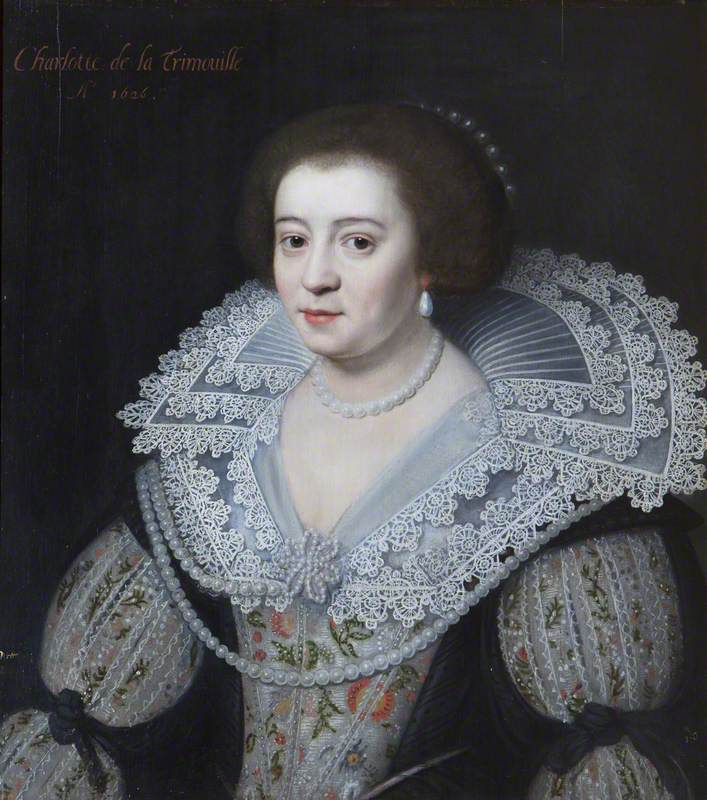
Carlota Stanley, condesa de Derby por Michiel Jansz. van Mierevelt.

Carlota Stanley (Poitou, diciembre de 1599-31 de marzo de 1664), nacida como Carlota de la Trémoille, condesa consorte de Derby, fue una noble de origen francés recordada por protagonizar la defensa de Lathom House durante la revolución inglesa.

## Primeros años
Carlota nació en el castillo de Thouars, en Poitou, Francia. Era la hija del noble francés Claudio de La Trémoille, II duque de Thouars, y de su mujer, Carlota Brabantina de Orange-Nassau. Sus abuelos maternos eran Guillermo de Orange, apodado El Taciturno, y Carlota de Borbón.
El 26 de junio de 1626, Carlota contrajo matrimonio con el noble inglés James Stanley, VII conde de Derby, y obtuvo la ciudadanía inglesa por ley del Parlamento en febrero de 1629.
Su marido era un comandante realista en la revolución inglesa; fue tomado prisionero en Nantwich en 1651 y ejecutado por decapitación en Bolton.

## Guerra civil inglesa

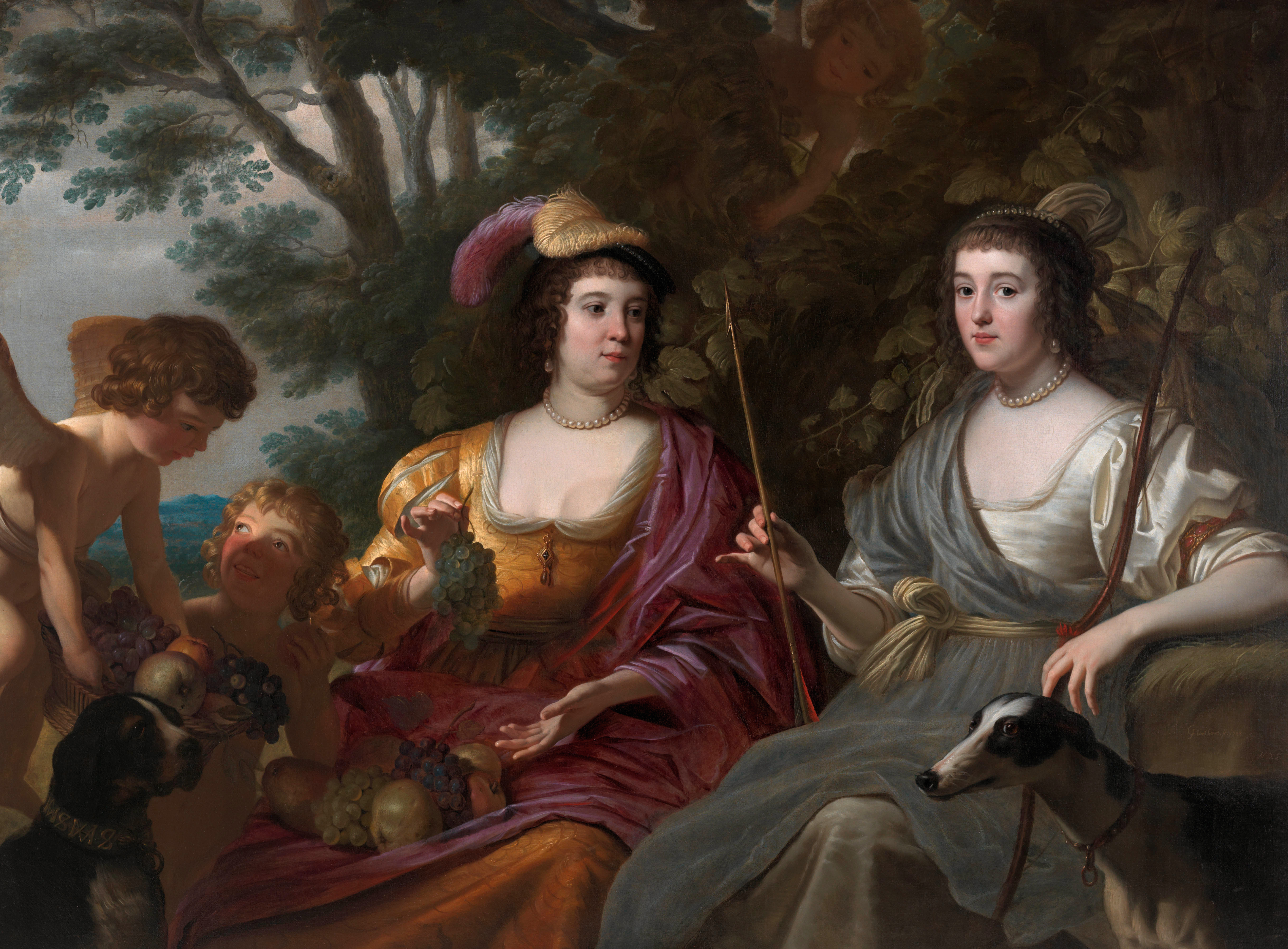
Retrato de Amalia de Solms-Braunfels (1602-1675) y Carlota de La Trémoille (1599-1664) como Diana y Ceres.

Lady Derby pasó a la fama por su defensa de Lathom House en el asedio a la misma por las fuerzas parlamentarias durante la primera guerra civil inglesa en 1644. Durante la ausencia de su marido, ella quedó a cargo de lo que resultaría ser el último baluarte leal a los realistas en Lancashire. Inmediatamente después de la caída de Warrington, se le pidió a Lady Derby reconocer la autoridad del Parlamento y rendir su hogar, pero ella se negó, alegando que hacerlo deshonraría a su marido. Ofreció limitarse a defender su casa y esto pospuso más ataques. En febrero de 1644, Lathom House fue asediada por las fuerzas de Lord Thomas Fairfax. Lady Derby había fortalecido el castillo para resistir un bombardeo y reunió a una milicia de soldados experimentados que fueron capaces de causar pérdidas significativas al otro bando atacándoles con sigilo. Ella rechazó explícitamente las repetidas ofertas de rendición. El 27 de mayo de 1644, el príncipe Ruperto del Rin arribó con las fuerzas realistas y el asedio fue disuelto. Lady Derby y los suyos fueron evacuados a la isla de Man. La defensa de Lathom House fue inmortalizada en un poema de Letitia Elizabeth Landon.

## Isla de Man
Su marido, James Stanley, era también señor de la Isla de Man. El intento de Lady Derby de permutar la isla a cambio de la libertad de su marido provocó una revuelta anti-inglesa liderada por Illiam Dhone.
Lady Derby resistió en Man, pero la destrucción total del ejército realista en la batalla de Worcester, la huida del príncipe Carlos a Francia y la ejecución de su marido la dejaron sin esperanzas de recibir ayuda. Finalmente se rindió a regañadientes y retuvo, dice David Hume incorrectamente, «la gloria de ser la última persona en los tres reinos, y en todos sus dominios dependientes, que se rindió a los victoriosos rebeldes». En realidad, el último bastión en rendirse a las fuerzas parlamentarias fue la isla de Inishbofin, en el condado de Galway, Irlanda en 1653.
Lady Derby falleció el 31 de marzo de 1664.

## Hijos
Carlota y James Stanley tuvieron diez hijos, pero sólo cinco llegarían a edad adulta:
- Charles Stanley, VIII conde de Derby (19 de enero de 1628 - 21 de diciembre de 1672).
- Lady Henriette Mary Stanley (17 de noviembre de 1630 - 27 de diciembre de 1685): desposó a William Wentworth, II conde de Strafford.
- Lady Amelia Ann Sophia Stanley (1633 - 22 de febrero de 1702/1703): desposó a John Murray, I marqués de Atholl.
- Lady Catherine Stanley: desposó a Henry Pierrepont, I marqués de Dorchester.
- John Stanley (4 de noviembre de 1641 - 10 de septiembre de 1719): desposó a una plebeya, Alice Biddle.

Los dos hijos de Charles, William, IX conde de Derby (c. 1655-1702), y James, X conde de Derby (1664-1736), murieron sin tener hijos. Por esto, cuando James murió en febrero de 1736, sus títulos y propiedades pasaron a Lord Edward Stanley (1689-1776), un descendiente del I conde de Derby. De él descienden los futuros condes.